# فيكتوريا ويلينغ
فيكتوريا ويلينغ (بالإنجليزية: Victoria Willing)‏ هي ممثلة بريطانية، ولدت في 1959 في مرليبون في المملكة المتحدة.

## وصلات خارجية
- فيكتوريا ويلينغ على موقع IMDb (الإنجليزية)
- فيكتوريا ويلينغ على موقع قاعدة بيانات الفيلم (الإنجليزية)